# Mariä Himmelfahrt (Frohnleiten)

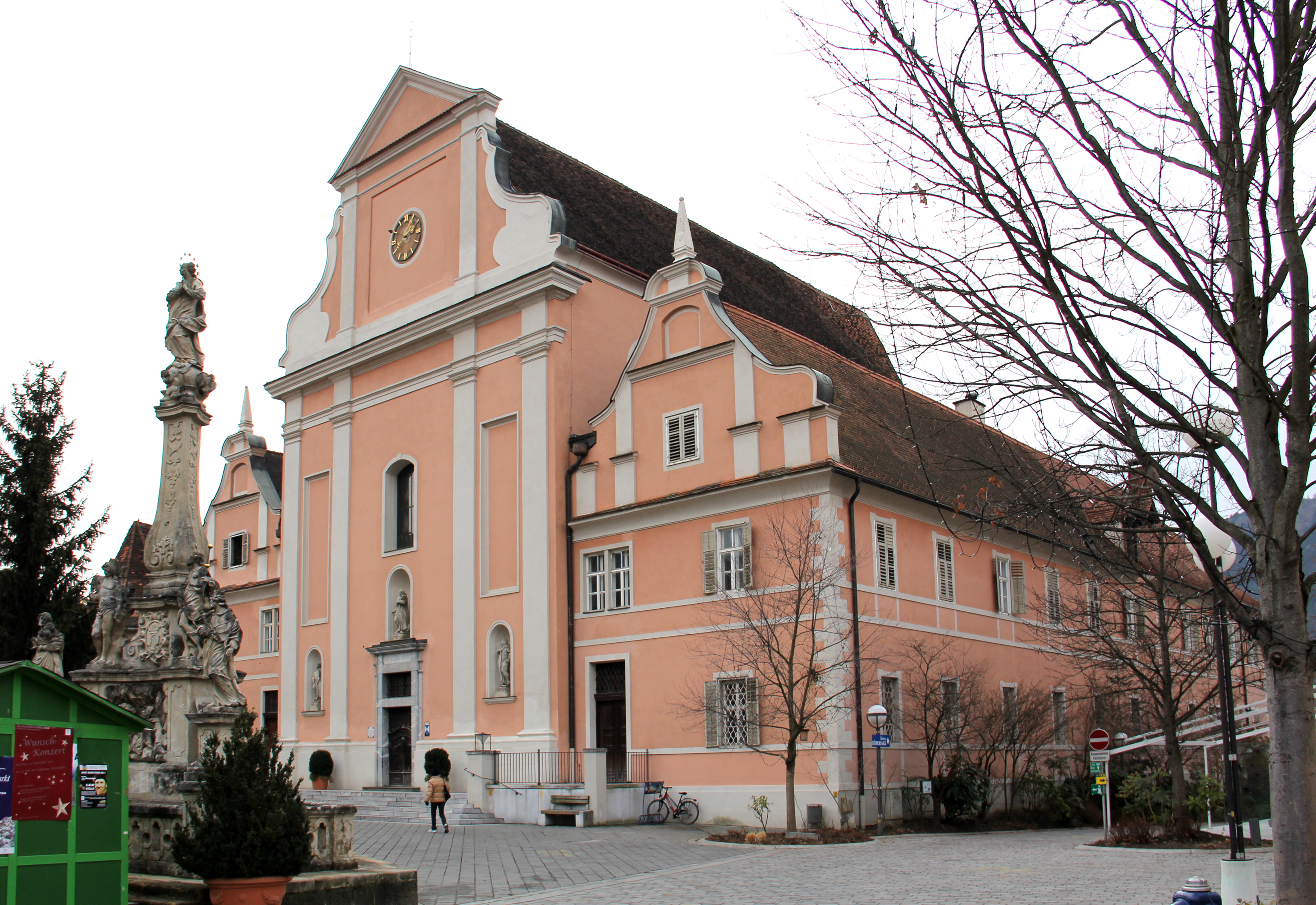
Kirche Mariä Himmelfahrt in Frohnleiten, Dezember 2011

Die Kirche Mariä Himmelfahrt ist die römisch-katholische Pfarrkirche von Frohnleiten in der Steiermark. Ihre Geschichte geht in das 17. Jahrhundert zurück.

## Lage
Die Kirche steht am westlichen Ende des Hauptplatzes von Frohnleiten neben der alten Katharinenkirche.

## Geschichte

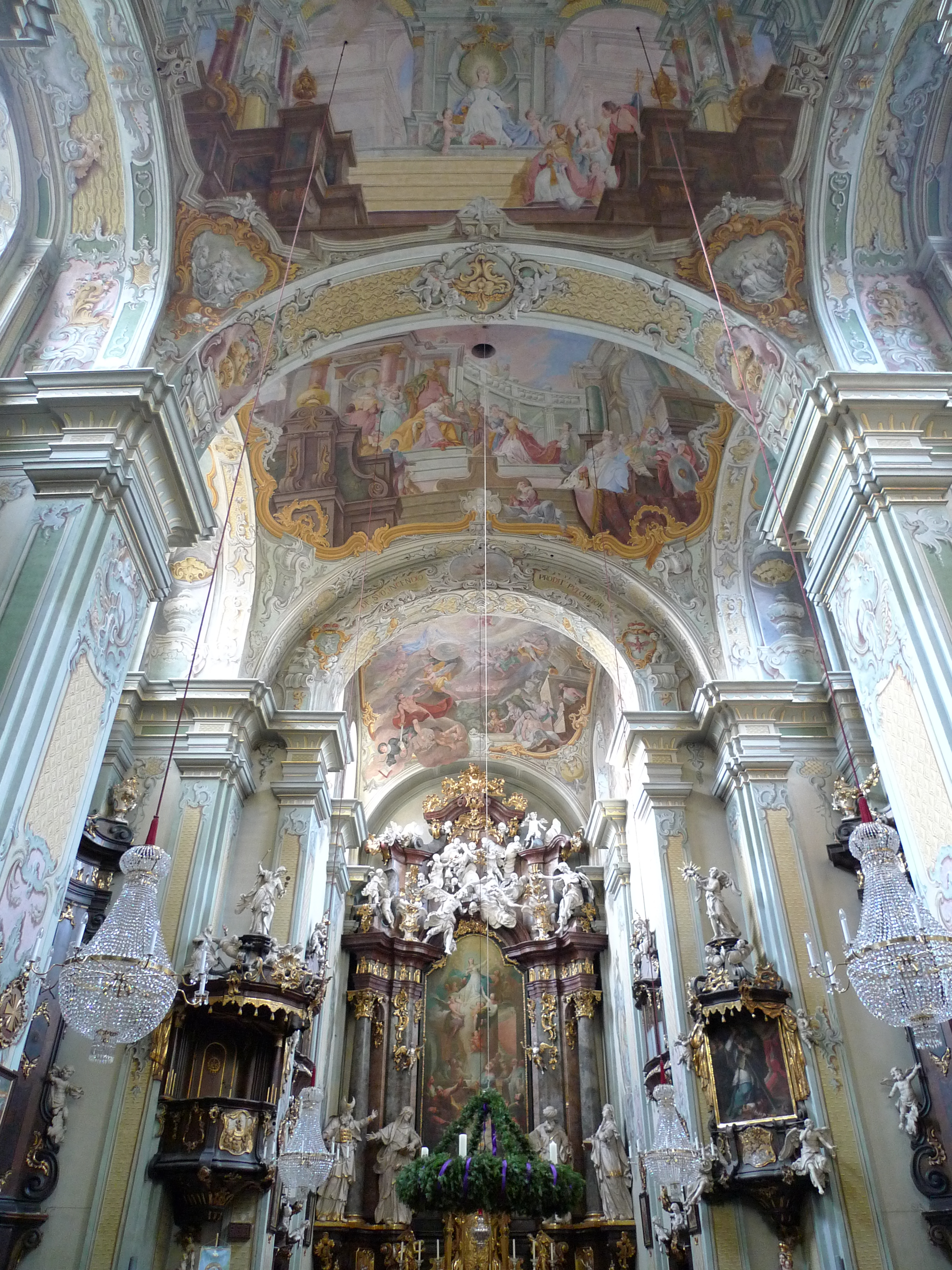
Hauptaltar mit Teilen der Deckenmalereien

Die Kirche wurde als Klosterkirche des Servitenklosters zwischen 1679 und 1689 von Jakob Schmerlaib erbaut. Im Jahr 1701 wurde sie Mariä Himmelfahrt geweiht. 1763 durch ein Feuer schwer beschädigt wurde sie in den folgenden Jahren wieder aufgebaut. Der Wiederaufbau erfolgte ohne den ursprünglichen Kirchturm, der sich an der Giebelfassade befand. Im Jahr 1786 ging das Pfarrrecht von der St. Georgkirche in Adriach an die neue Kirche in Frohnleiten über. Zwischen 1826 und 1845 gehörte die Kirche dem Redemptoristenorden, zwischen 1845 und 1967 wieder dem Orden der Serviten an. Ab da wurde die Kirche vom Franziskanerorden betreut. Im Jahr 1964 wurde sie restauriert. Nach mehr als 50-jähriger Seelsorgetätigkeit verließen die Franziskaner aus der Provinz Mostar wegen Nachwuchsmangel Ende August 2018 das Kloster in Frohnleiten. Die Seelsorge wird seitdem von der Diözese Graz-Seckau mit Diözesanpriester sichergestellt.

## Beschreibung

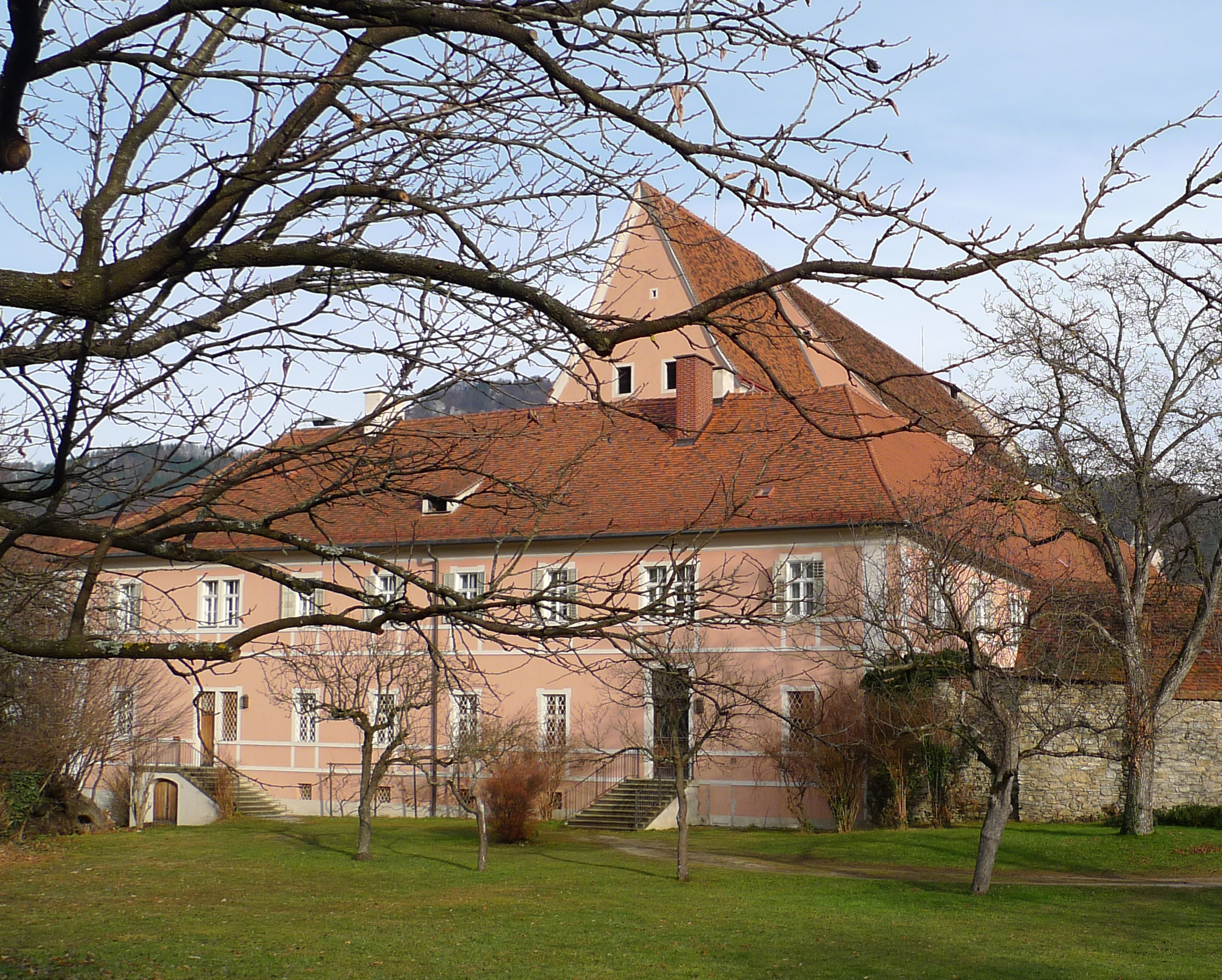
Die (westliche) Rückseite der ehemaligen Klosterkirche neben der alten Katharinenkirche

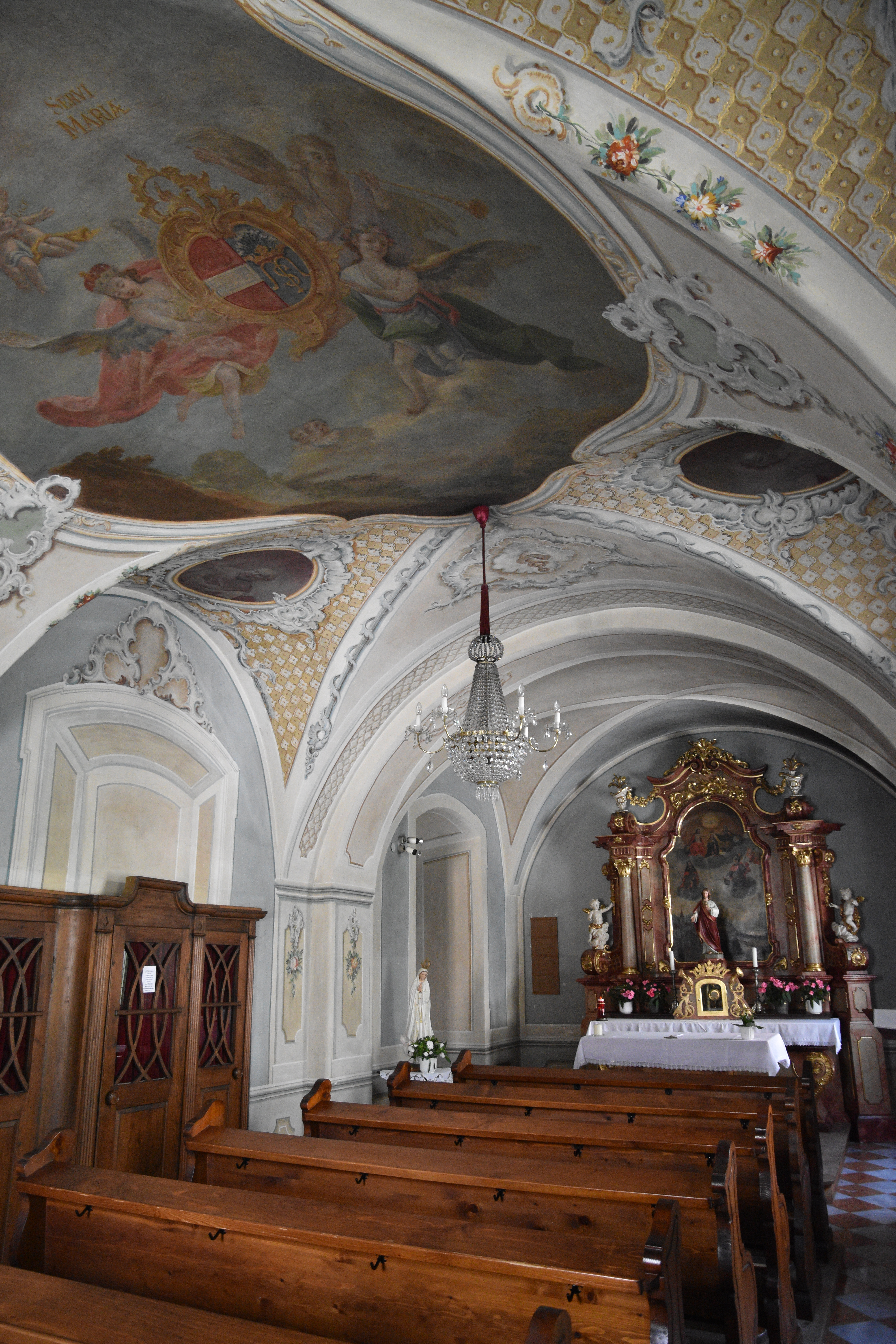
Kapelle der Pfarrkirche

Die turmlose Außenfassade des Kirchenbaus hat Volutengiebel und ist durch flache Pilaster gegliedert. Über dem Eingangsportal und an den beiden Seitenachsen befinden sich Nischen mit barocken Steinstatuen. Diese stammen aus der ersten Hälfte des 18. Jahrhunderts und stellen die heiligen Juliana von Falconieri, Philipp Benizi sowie Peregrinus Laziosi dar.
Die Kirche wurde als dreijochige Wandpfeilerkirche mit einem eingezogenen, geraden, zweijochigen Chor errichtet. Der Rokoko Innenraum wird von einem Platzlgewölbe überspannt. Die mit Dekorationsmalereien versehenen Wandpfeiler werden von kräftig ausgeformten Gesimskapitellen gekrönt.
Die im Osten gelegene Empore hat ein Brüstungsgitter des Rokoko und ruht auf zwei Säulen. Der Hauptkanzel gegenüber befindet sich eine weitere, Johannes Nepomuk geweihte Kanzel. Beide Kanzeln sowie die Altäre, Beichtstühle, Oratorien und Portale stammen aus der Zeit um 1764. Die weiß gefassten Statuen stammen wahrscheinlich von Veit Königer, das Chorgestühl aus dem ersten Drittel des 19. Jahrhunderts, in der Biedermeierzeit gestaltet.
Das Altarblatt des Hauptaltars stellt die Himmelfahrt Marias dar. Auf dem Altarblättern der östlichen Seitenkapellen sind der heilige Philipp Benizi und der heilige Franz von Paola dargestellt. Im Chor befindet sich ein Bildnis der Fürsprecherin Maria und im Langhaus eines der Esther vor Ahasver, der Thronenden Madonna sowie eines von König Salomo und der Königin von Saba. Weiters gibt es eine Darstellung von König David an der östlichen Wand. In den Zwickeln des mittleren Joches werden die vier Erdteile dargestellt. Die Wandmalerei sowie die Altarblätter wurden von Joseph Adam Ritter von Mölk und seinem Schüler Josef Strickner im Jahr 1764 gemalt. Das Altarbild im Josephaltar wurde von Josef Sutter im Jahr 1829 gestaltet. Auf dem gegenüberliegenden Altar wird die Gründung des Servitenordens dargestellt. Dieses Werk stammt aus dem Jahr 1895 und wurde von Ludwig von Kurz zum Thurn und Goldenstein angefertigt.
Die Orgel aus 1994 im historischen Gehäuse mit 32 Registern wurde von Gerhard Hradetzky gebaut.